# Fusta dura

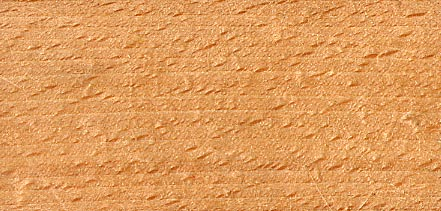
El faig proporciona una fusta dura

La fusta dura és un tipus de fusta que prové d'arbres del grup de les angiospermes (més específicament de les angiospermes no monocotiledònies). Aquests arbres en les zones temperades i boreals són normalment de fulla ampla i caducifolis però en els tròpics i sub-tròpics són perennifolis.
La fusta dura contrasta amb la fusta tova (la qual prové de gimnospermes). Les fustes dures no són necessàriament més dures que les fustes toves (hi ha un ampli rang de duresa) per exemple, la fusta de balsa és més tova que la majoria de les fustes toves, mentre que el teix té una fusta molt dura.
No s'ha de confondre el terme fusta dura amb el duramen que és una part del tronc que pot ser de fustes classificades com toves o classificades com dures.

## Aplicacions
Les fustes dures tenen moltes aplicacions incloent: combustible, eines, la construcció d'edificis, la construcció de barques, fabricació de mobles, instruments musicals, parquets, botes, fer-ne carbó vegetal, etc. La fusta dura tendeix a ser més cara que la fusta tova, per exemple per a fer portes, més econòmiques, amb l'aparença de ser de fusta dura es fan servir plaques de fusta dura que recobreixen el nucli de fusta tova. La major densitat de la fusta dura la fa adequada per als instruments musicals.
En les fogueres i per fumar aliments les fustes dures com les d'alzines, roures o cirerers són més adequades que les toves (com les dels pins) donat que tendeixen a cremar amb més força i durant més temps.